# Nicolai Legat
Nikolái Legat (Moscú, 27 de diciembre de 1869-Londres, 24 de enero de 1937) fue un maestro de ballet, bailarín y coreógrafo ruso. Nacido en una familia de artistas pertenecientes a la saga Legat-Obújov, fue partner de las grandes bailarinas del Teatro Mariinski como Anna Pávlova, Olga Preobrazhénskaya y Mathilde Kschessinska. Su nombre también trae a la memoria las devastadoras e ingeniosas caricaturas de los personajes de la edad de oro del ballet clásico ruso que eran colaboraciones con su hermano Serguéi (un misterioso suicidio en 1905). Fue maestro de ballet exiliado a fines de los años 1920 y durante los años 1930.

## Biografía

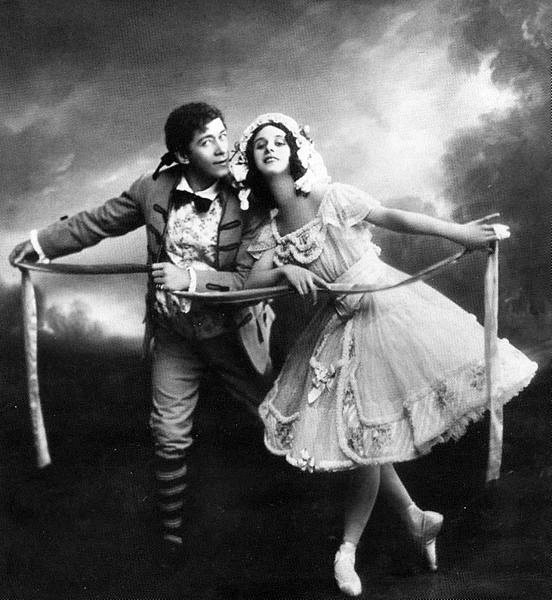
Anna Pávlova como Lise, Nikolái Legat como Colas en La fille mal gardée, San Petersburgo, 1910

Hijo del bailarín ruso de origen sueco Gustave Legat (1837-1895), Nicolás bailó en el Teatro Mariinski y fue bailarín principal allí desde 1888 hasta 1914. Fue, en particular, el creador del papel principal masculino de El cascanueces en 1892. Pareja de baile de Anna Pávlova y Tamara Karsávina, bailó en las grandes piezas del repertorio clásico como Giselle, El lago de los cisnes, La bella durmiente, Don Quijote y Raymonda. Legat es considerado el principal sucesor de Pável Gerdt. 
Más tarde, Legat se desempeñó como maestro de ballet en Rusia, enseñando y transmitiendo el repertorio de la compañía de ballet imperial, cuya base fue el legado del gran coreógrafo y maestro de ballet, Marius Petipa. 
Dejó Rusia con su tercera esposa, Nadine Nikoláieva-Legat, en 1922 y finalmente se estableció en Inglaterra en 1926. La pareja abrió su primera escuela de ballet en Kent. Más tarde pudieron comenzar las clases en Hammersmith, Londres. Entre sus alumnos notables estaban Ninette de Valois, Alicia Markova, Margot Fonteyn, Anton Dolin, Serge Lifar y Moira Shearer.
En 1925 y 1926, fue profesor de ballet clásico de los Ballets Rusos de Serguéi Diáguilev.
Sobre él, John Gregory escribió The Legat Saga: Golden Years of the Russian Ballet (un "estudio anecdótico sobre la vida y época de Nikolái Legat" publicado en Gran Bretaña).